# Oscar Morin
Oscar Morin (Sainte-Cunégonde, 24 dicembre 1878 – Saint-Martin de Laval, 6 aprile 1952) è stato un missionario e vescovo cattolico canadese.

## Biografia
Entrò nella congregazione dei Missionari d'Africa e fu ordinato prete il 29 giugno 1905.
Fu inviato nelle missioni della sua congregazione in Ghana e il 14 aprile 1926 fu nominato prefetto apostolico di Navrongo.
Il 26 febbraio 1934 fu eletto vescovo titolare di Utina e nominato vicario apostolico di Navrongo; ricette la consacrazione episcopale il 19 aprile successivo.
Nel 1947 fondò a Wa la congregazione indigena delle suore di Maria Immacolata.
Rinunciò all'ufficio di vescovo nel 1947 e si ritirò in patria, dove morì nel 1952.

## Genealogia episcopale
La genealogia episcopale è:
- Cardinale Scipione Rebiba
- Cardinale Giulio Antonio Santori
- Cardinale Girolamo Bernerio, O.P.
- Arcivescovo Galeazzo Sanvitale
- Cardinale Ludovico Ludovisi
- Cardinale Luigi Caetani
- Cardinale Ulderico Carpegna
- Cardinale Paluzzo Paluzzi Altieri degli Albertoni
- Papa Benedetto XIII
- Papa Benedetto XIV
- Cardinale Enrico Enriquez
- Arcivescovo Manuel Quintano Bonifaz
- Cardinale Buenaventura Córdoba Espinosa de la Cerda
- Cardinale Giuseppe Maria Doria Pamphilj
- Papa Pio VIII
- Papa Pio IX
- Cardinale Raffaele Monaco La Valletta
- Arcivescovo Paul Bruchési
- Arcivescovo Georges Gauthier
- Vescovo Oscar Morin, M. Afr.